# Last Call (Kurzfilm)
Last Call ist ein Kurzfilm von Harry Holland. Das Filmdrama über eine Mutter, die mit ihrem Sohn wieder in Kontakt tritt, gespielt von Lindsay Duncan und Tom Holland, dem Bruder des Regisseurs, feierte im Juni 2023 beim Tribeca Film Festival seine internationale Premiere.

## Produktion
Regie führte Harry Holland, der gemeinsam mit Will South auch das Drehbuch schrieb. Zuvor führte er bei dem Kurzfilm In The Middle of the Night sowie bei Musikvideos und Mini-Dokumentationen Regie und war in Spider-Man: No Way Home und Spider-Man: Far from Home und Cherry – Das Ende aller Unschuld in kurzen Auftritten zu sehen.
Lindsay Duncan spielt Mutter Kate, Tom Holland, der ältere Bruder des Regisseurs, ihren Sohn Charlie.
Nachdem Last Call im September 2022 bereits im Vereinigten Königreich gezeigt wurde, erfolgte die internationale Premiere des Films am 9. Juni 2023 beim Tribeca Film Festival. Im Juli 2023 wurde der Film beim Galway Film Fleadh gezeigt.

## Auszeichnungen
Galway Film Fleadh 2023
- Auszeichnung als Bester internationaler Kurzfilm (Harry Holland)[6]